# II. Manuél bizánci császár
II. (Palaiologosz) Manuél, magyarosan II. Mánuel (görögül: Μανουήλ Β΄ Παλαιολόγος), (Konstantinápoly, 1350. június 27. – Konstantinápoly, 1425. július 21.) bizánci császár 1391-től haláláig.

## Élete
V. Ióannész kisebbik fia, a bitorló IV. Andronikosz öccse, Manuél, apja halálakor éppen I. Bajazid szultán fogságában raboskodott Bursában. Hamarosan elmenekült, de szinte azonnal török ostromzár vette körül Konstantinápolyt, ugyanis az, hogy az oszmánok 1396-ban legyőzték a keresztény lovagokat Nikápolynál, nem jelentette, hogy a görög főváros is kezükbe került. A császár személyesen indult útnak, hogy segítséget kérjen, közben a Bizánci Birodalom védelmét unokaöccsére, VII. Ióannészra bízta. Járt Itáliában, Franciaországban, Angliában és a német területeken, de sikert sehol sem ért el. 
Míg ő Európát járta, VII. Ióannész hősiesen védte Bizáncot, és a törökök vele szemben sem értek el eredményt. Mindemellett csak Timur Lenk 1402-ben aratott ankarai győzelme és I. Bajazid 1403-ban bekövetkezett halála után lélegezhetett fel valamelyest a birodalom. A császár a következő szultánnal, I. Mohameddel baráti viszonyt ápolt, viszont 1422-ben II. Murád megint megostromolta a fővárost, és Manuél halála előtt röviddel a Bizánci Császárságot rendszeres sarc fizetésére kötelezte.
II. Manuél termékeny szerző volt: sok teológiai, retorikai és költői művet alkotott, illetve kiterjedt levelezést folytatott.
Leghíresebb mondata (7. dialógusban, 1425-ből), amelyet XVI. Benedek pápa 2006. szeptember 12-én idézett egy, a Regensburgi Egyetemen tartott előadáson, és amely nagy felháborodást váltott ki az iszlám világban: "Vizsgáld meg, hogy vajon mi újat hozott Mohamed, és meglátod, hogy csak gonosz és embertelen dolgokat, mint azt a parancsolatot is, hogy hitét kard által terjesszék."
Helena Dragas szerb hercegnőtől hét fia született, akik közül a második, Ióannész és az ötödik, Kónsztantinosz trónra is lépett. Ez utóbbi volt az utolsó bizánci császár.